# Condado de Jackson (Carolina do Norte)
O Condado de Jackson é um dos 100 condados do estado americano da Carolina do Norte. A sede do condado é Sylva, e sua maior cidade é Sylva. O condado possui uma área de 1 281 km² (dos quais 10 km² estão cobertos por água), uma população de 33 121 habitantes, e uma densidade populacional de 26 hab/km² (segundo o censo nacional de 2000). O condado foi fundado em 1852.